# Ferrão (jogador de futsal)
Carlos Vagner Gularte Filho (Chapecó, 29 de outubro de 1990), mais conhecido como Ferrão, é um jogador de futsal brasileiro. Atualmente, joga pelo clube do Cazaquistão FC Semey e pela Seleção Brasileira de Futsal na posição de pivô. Em 2019, 2020 e 2021 foi escolhido pelo Futsal Awards como o melhor jogador do mundo.